# Koliba (Bratislava)

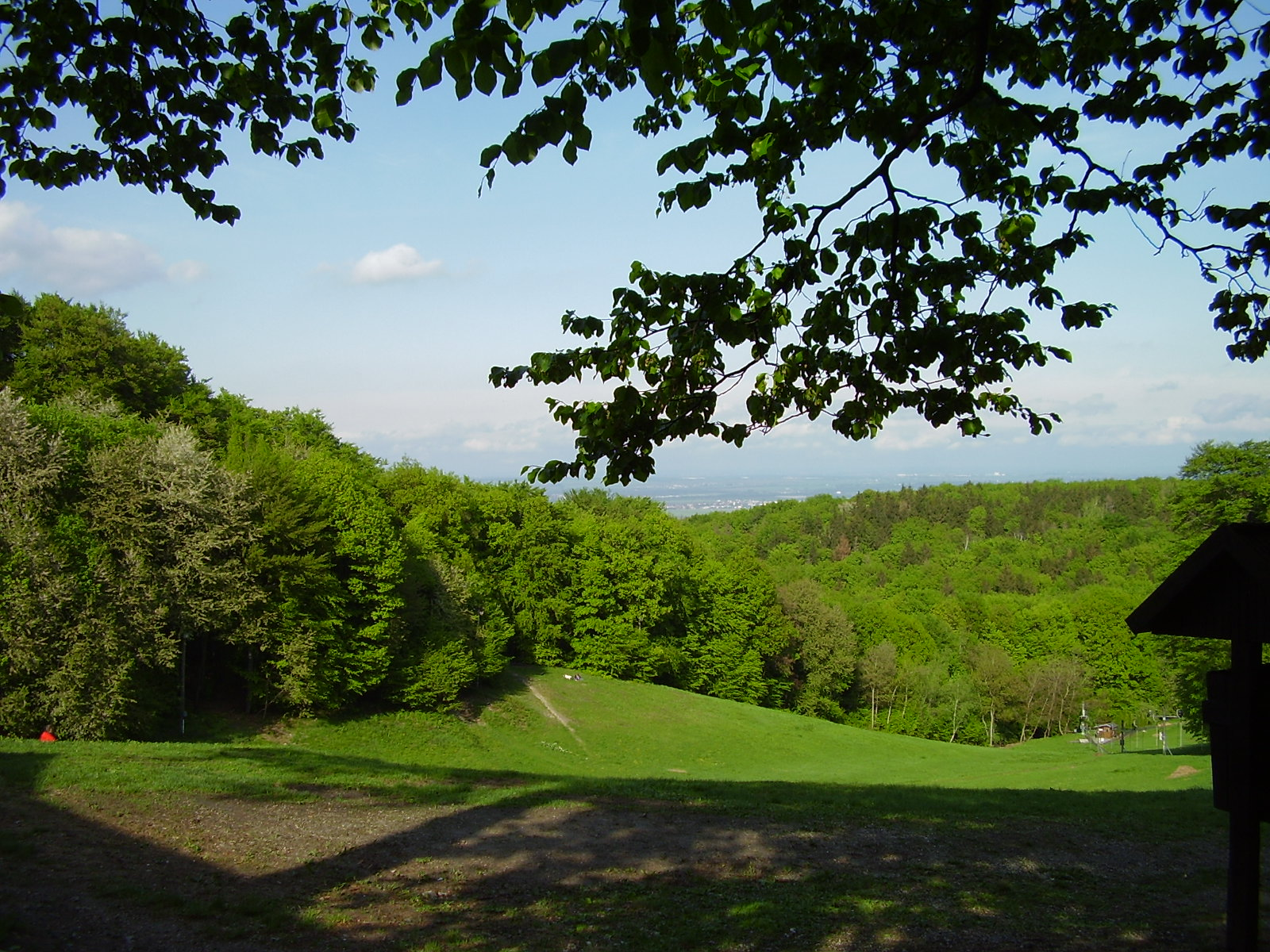
Louka v oblasti Koliby

Koliba je část bratislavské městské části Nové Město. V této čtvrti se nachází nejdražší a nejluxusnější domy v celé Bratislavě. 
Nachází se na úpatí Malých Karpat. Na jejím okraji, resp. v její blízkosti se nachází vrch Kamzík a zdejší televizní vysílač. Koliba je známa hlavně díky zdejším filmovým ateliérům.
Roku 2005 tu byla opět spuštěna do provozu zrekonstruovaná lanová dráha Železná studienka – Koliba, určená hlavně pro pěší a pro cyklisty, která sem vede ze Železné studienky.